# Agrostis emirnensis
Agrostis emirnensis là một loài thực vật có hoa trong họ Hòa thảo. Loài này được (Baker) Bosser mô tả khoa học đầu tiên năm 1968.